# Pavement
I Pavement sono una band indie rock statunitense formatasi a Stockton (California), nel 1989.
Considerati uno dei gruppi più importanti ed influenti della scena indie rock statunitense degli anni novanta e tra i maggiori esponenti (assieme a Sebadoh e Guided by Voices) del movimento lo-fi, nel corso della loro decennale carriera, i Pavement hanno pubblicato cinque album e nove EP, prima di separarsi nel 1999.
Nel 2010, la band si è momentaneamente ricostituita per esibirsi in un tour mondiale, per poi riformarsi nuovamente nel 2022.

## Storia

### 1989: Gli inizi
Nati nel 1989 come band/progetto da studio, dall'incontro tra Stephen Malkmus (voce e chitarra) e Scott "Spiral Stairs" Kannberg (voce e chitarra). Entrambi avevano frequentato insieme il liceo a Stockton, in California, militando in diverse band durante l'adolescenza. Nell'aprile del 1989, con il nome Straw Dogs, si unirono per suonare una serie di cover garage punk ad una festa di un loro amico. Nel corso dell'estate seguente, la band decise di cambiare il nome in Pavement. Il nome fu scelto sfogliando in modo casuale il dizionario anche se, i membri della band, nel corso degli anni hanno dato anche altre spiegazioni. Alcuni sostenendo che sia stato scelto per le sue connotazioni banali e quotidiane, mentre altri suggeriscono che sia stato ispirato da un ricordo d'infanzia.
Il debutto discografico della band avvenne sempre in quello stesso anno con l'EP autoprodotto intitolato Slay Tracks (1933-1969). Registrato in un'unica sessione di quattro ore il 17 gennaio 1989 presso il Louder Than You Think, l'home-studio di un'ex hippie e futuro membro della band, Gary Young (che per l'occasione suonò la batteria nelle registrazioni), il disco venne stampato in una tiratura di sole 1.000 copie. L'EP venne distribuito negli Stati Uniti e in Inghilterra attraverso la Treble Kicker, l'etichetta casalinga di Kannberg e, grazie al passaparola, divenne un successo nel circuito delle college radio guadagnando anche l'attenzione di molte etichette indipendenti come la Drag City che, ad inizio del 1990, mise sotto contratto la band.
A quel disco seguirono altri due EP, Demolition Plot J-7 (sempre nel 1989) e Perfect Sound Forever (nel 1991), entrambi pubblicati dalla Drag City, che ricevettero un'accoglienza estremamente favorevole da parte della critica e dei primi fan, tanto da diventare quasi oggetti di culto della band. La musica di questi primi lavori della band, scritta interamente da Malkmus, è chiaramente influenzato da gruppi indie rock e punk americani e inglesi, quali Swell Maps, The Fall e Chrome, mentre i testi surreali e spesso criptici e demenziali raccontano la vita nella provincia americana.

### 1992:Slanted and Enchanted
(Here, 1992)
Verso la fine del 1990, la band entrò nuovamente in studio per realizzare il loro primo album sulla lunga distanza, dal titolo Slanted and Enchanted. Le session di registrazione vennero divise tra il South Makepeace Studios di Brooklyn, New York (il 24 dicembre del 1990) e il Louder Than You Think Studios di Gary Young (dal 13 al 20 gennaio del 1991) e, l'album, venne quindi pubblicato il 20 aprile del 1992, dalla Matador Records dopo che alcune copie per critici ed amici erano già state diffuse (su cassetta) già nel 1991, mesi prima della sua uscita ufficiale.
Tutte le canzoni vennero scritte da Malkmus, eccetto Two State firmata da Kannberg, mentre invece il titolo venne ispirato da quello di un cartone animato creato da David Berman (leader dei Silver Jews e amico personale di Malkmus) e l'artwork ricalca quello di un disco del duo di pianisti statunitensi Ferrante & Teicher, intitolato Keyboard Kapers.
Spesso citato come uno degli album alternative rock più influenti di tutti i tempi e definito dalla rivista Rolling Stone (che lo inserì tra i 500 migliori album di tutti i tempi) come "la quintessenza dell'indie rock americano", Slanted and Enchanted è la perfetta summa dell'idea di attitudine e scrittura dei Pavement in cui, l'influenza del sound post-punk inglese filtrato da un forte senso della melodia e attraverso una produzione volutamente primitiva e dai tratti lo-fi, danno forma ad un pop/rock sghembo e in perenne bilico tra pop e rumorismo e tra distorsioni e melodie amalgamate al punto giusto, i testi bizzarri.
Due video musicali vennero prodotti per le canzoni Here e Perfume-V, senza però essere mai inseriti nelle rotazioni di MTV.
Nel 1992 i Pavement divennero una band a tutti gli effetti, con l'ingresso definitivo del batterista Gary Young, del percussionista Bob Nastanovich (già road manager del gruppo) e del bassista Mark Ibold, che era stato uno dei primi fan della band. La band si esibì nel loro primo concerto al club The Court Tavern a New Brunswick, nel New Jersey.

### 1994:Crooked Rain, Crooked Rain
Il 25 novembre del 1992, la band, pubblicò l'EP Watery, Domestic che rappresenta un compromesso tra i loro primi lavori e quelli successivi, una fase di transizione tra l'abbandono della carica abrasiva e grezza delle origini verso un suono ed una produzione più pulita.
Il disco segnò anche la fine corsa di Gary Young come batterista della band. Il suo comportamento eccentrico e le sue buffonate fuori scena e sul palco (come distribuire ortaggi, patate e pane tostato all'ingresso dei locali o abbandonare il palco durante le esibizioni) vennero infatti giudicate insostenibili dal resto della band. Al termine del tour del 1993 in Australia, Giappone ed Europa, dopo una riunione in una stanza d'albergo a Copenaghen, lo convinsero praticamente a lasciare il gruppo, sostituendolo con Steve West (una guardia giurata collega di Malkmus durante il suo periodo lavorativo presso il Whitney Museum of American Art di New York) che debuttò dietro i tamburi al festival dell'etichetta Drag City organizzato a Chicago, nel 1993.
Il secondo album, intitolato Crooked Rain, Crooked Rain e pubblicato il 2 febbraio del 1994, sancì per i Pavement il definitivo abbandono dei territori impervi e tortuosi del lo-fi verso una forma-canzone più accessibile e vicina ad un indie rock più classico e tradizionale che, seppur mantenendo uno stile proprio e molto personale, a tratti (vedi ad esempio il singolo Cut Your Hair) sembra quasi strizzare l'occhio al mainstream delle college radio e di MTV.
Registrato tra agosto e settembre del 1993, presso il Random Falls studio di New York, Crooked Rain, Crooked Rain rivelò appieno la vera cifra stilistica del quintetto capace di disegnare, nel cinismo surreale e sarcastico dei loro testi, un affresco quanto mai autentico imponendosi, loro malgrado, come credibili portavoce generazionali che meglio interpretano le istanze del loro tempo.

### 1995:Wowee Zowee
L'11 aprile del 1995 venne pubblicato Wowee Zowee, terzo album della band statunitense, registrato tra Memphis (all'Easley Recording nel novembre del 1994) e New York (al Random Falls Studio nel febbraio del 1995), il disco richiamava l'imprevedibilità dei primi lavori e portò con sé un'ulteriore cambiamento nella carriera dei Pavement mostrando il lato più sperimentale e cercando di evitare le classiche strutture delle canzoni tradizionali in favore di un più eterogeneo mix di stili sospeso tra pezzi d'atmosfera, pop chitarristico, country rock e ballads.
Il titolo dell'album è un omaggio all'ex batterista Gary Young, che era solito urlare la frase «Wowee zowee!» nei momenti d'eccitazione.
Durante il tour promozionale dell'album, poi, anche a causa dell'eccessivo uso di droghe e alcol, in molti concerti la band si esibì senza una vera e propria scaletta, optando per lunghe jam oltre che per alcuni singoli di successo e ricevendo reazioni ostili da parte di molti spettatori.
Il 23 gennaio 1996 venne pubblicato l'EP Pacific Trim, registrato dai soli Malkmus, Nastanovich e West, in coincidenza con il tour australiano della band che poi trascorse, assieme al produttore Mitch Easter, il resto dell'anno in studio per le registrazioni del loro quarto album, Brighten the Corners che, pubblicato nel febbraio del 1997, segnò una rinuncia definitiva alle stravaganze dei dischi precedenti di una band che ha oramai spostato il baricentro sempre più verso la prevedibilità ma che comunque viene accolto con recensioni positive, debuttando al numero 70 nella Billboard 200 americana e raggiungendo la posizione numero 27 della Official Albums Chart.

### 1999:Terror Twilight
Nel giugno del 1999, la band pubblicò il suo ultimo album, Terror Twilight, il cui titolo, come ebbe a rivelare Bob Nastanovich, spiegando il significato in diverse interviste, è riferito a quel breve lasso temporale tra il tramonto e il crepuscolo. Questo è considerato il momento più pericoloso nel traffico, perché la metà delle persone che accende i fari e l'altra metà no. Ed è qui che avvengono la maggior parte degli incidenti.
La band aveva originariamente previsto di auto-prodursi il disco e di registrarlo presso il Jackpot Studios di Portland dove, come disse Nastanovich intervistato, «abbiamo iniziato a registrare lo scorso luglio, ma poi quello studio si è rivelato essere una sorta di spazio per le prove. Poi ci siamo trasferiti in un altro, e poi a Londra. Questa procedura sembra dare un senso al tempo e siamo soddisfatti dei risultati. Steve (West, ndr) viene da noi con le sue idee registrate in un demo e poi iniziamo a lavorare sulle canzoni. Alcune vengono fuori più o meno allo stesso modo come lui aveva immaginato e altre cambiano completamente.»
Dopo il periodo iniziale di stallo del gruppo, nello studio di Portland, infatti, l'incarico venne affidato al produttore Nigel Godrich, conosciuto per il suo lavoro con Radiohead e Beck, che convinse il gruppo a trasferirsi a registrare in Inghilterra e diede forma alle idee della band allestendo per loro un disco fatto di piccoli quadretti di folk psichedelico e di ballate in bilico tra blues e country.
Dopo l'uscita del disco, il gruppo intraprese un tour mondiale di sei mesi durante il quale i rapporti personali tra i vari componenti iniziarono a deteriorarsi, in particolare tra Malkmus e gli altri membri della band. Durante l'esibizione al Coachella Festival del 1999, Malkmus si rifiutò addirittura di cantare (trasformando il set in un concerto per lo più strumentale) e, in una riunione convocata dopo lo show, comunicò agli altri di non voler più continuare con la band.
L'ultima esibizione del gruppo si tenne alla Brixton Academy di Londra il 20 novembre del 1999.

### 2009: la prima reunion
(Gold Soundz, 1994)
Il 17 settembre 2009 la band diede l'annuncio della prossima reunion per un tour mondiale che ebbe poi inizio ad Auckland, in Nuova Zelanda il 1º marzo 2010. In coincidenza con la riunione, quello stesso mese di marzo, la Matador Records pubblica anche la doppia raccolta dal titolo Quarantine the Past: The Best of Pavement, contenente 23 brani della decennale carriera del gruppo e il cui titolo è tratto dal testo del loro singolo Gold Soundz, brano scelto come apertura del disco che, nel settembre del 2010, è stato nominato come miglior canzone degli anni novanta dalla webzine Pitchfork.
Il programmato tour è poi continuato con una serie di date in Australia, Regno Unito e nel resto d'Europa, compresi due concerti in Italia (Roma il 24 maggio e Bologna il 25 maggio 2010) ed alcune esibizioni in altrettanti festival estivi (Coachella Festival, Primavera Sound Festival, Roskilde Festival, Les Ardentes e Pitchfork Music Festival).
Il 24 giugno 2010 la band si è anche esibita per la prima volta a Stockton (al Bob Hope Theatre), loro città natale. In quell'occasione, il batterista Gary Young, si è unito di nuovo alla band per un bis di tre brani tratti da Slanted and Enchanted. La cosa si è ripetuta poi anche nella data successiva al Greek Theater di Berkeley, dove Young ha suonato la batteria in sei brani del concerto.
Il tour della riunione si è poi concluso in Sud America, nel novembre del 2010. In un'intervista al Las Vegas Weekly, Malkmus ha poi negato la possibilità di continuare con la band dopo questo tour: "Ci atteniamo a quello che abbiamo promesso, anche se è stato divertente. Non voglio che chi ha acquistato un biglietto per vederci abbia pagato prezzi leggermente più elevati per poi esibirci subito di nuovo, sarebbe solo malafede. E noi vogliamo che sia solo divertente."
Bob Nastanovich, intervistato da Spin Magazine, ha invece escluso la pubblicazione di nuovo materiale: «Non sembra una possibilità realistica. Stephen (Malkmus, ndr) non scrive più canzoni per i Pavement, o canzoni nella mentalità dei Pavement. Penso che la ritenga parte della sua giovinezza, ed è una sua prerogativa. Ha lasciato questa era dietro di lui e poi ha deciso nel 2010 che si sarebbe rimesso in quella mentalità per sette o otto mesi. Per quanto posso dire, sembrava si divertisse un bel po'.»

### 2022: la seconda reunion
Il 1º giugno 2019, la band ha annunciato che, nel 2020, in occasione del 30º anniversario dalla loro nascita, i Pavement si sarebbero nuovamente riuniti per due concerti, in occasione del festival Primavera Sound di Barcellona e Porto. Le esibizioni sono state poi rimandate al giugno del 2022, in seguito alla pandemia di COVID-19.
Il 23 maggio 2022 la band si è esibita, per la prima volta dal 2010, davanti a un pubblico tutto esaurito al Fonda Theatre di Los Angeles. Il tour mondiale che ne è seguito è iniziato il 7 settembre 2022, con concerti negli Stati Uniti, in Canada, Inghilterra, Scozia, Francia, Danimarca, Norvegia, Svezia, Germania, Belgio, Paesi Bassi e Irlanda. L'ultima data che ha chiuso il tour si è svolta a Dublino, l'11 novembre.
Nel 2023 la band è poi andata in tournée in Giappone, Australia e Nuova Zelanda.
Il primo batterista dei Pavement, Gary Young, è morto il 17 agosto 2023, all'età di 70 anni. Un documentario sulla sua vita, dal titolo Louder Than You Think, era stato presentato in anteprima all'inizio di quell'anno al SXSW.

## Stile
Insieme a band come Guided By Voices, Dinosaur Jr. e Sebadoh, i Pavement sono stati tra i nomi importanti nella scena slacker rock e lo-fi americana degli anni '90, oltre che uno dei gruppi alternative rock più influenti del decennio. Precursori di un sound che racchiudeva in sé l'idea originaria dei Velvet Underground di mutuare rumore e melodia e mettendo a frutto le innovazioni della scena post-punk attraverso una produzione volutamente primitiva, nella prolifica scena indie rock americana di quel decennio, i Pavement furono tra i primi a percorrere le nuove strade della contaminazione tra musica pop e punk con brani dalle melodie memorabili, spesso combinati con un suono chitarristico grezzo. Mischiando il noise-rock dei Sonic Youth con certe dinamiche proprie del country e del folk, in tutta la sua produzione discografica, hanno saputo dare forma e contenuto ad un nuovo sound sghembo, un pop dissonante in perenne bilico tra distorsioni e melodia e in cui confluiva l'esempio di gruppi come Fall, Pixies, Half Japanese, Television e Swell Maps.
I temi dei testi di Malkmus, umoristici e spesso criptici, furono un fattore chiave per il loro stile, così come la sua interpretazione vocale. Malkmus raramente scrive ballate o canzoni d'amore e solo una piccola parte della loro discografia contiene riflessioni personali nei testi, che sono per lo più satirici o intrisi di sarcasmo.
I Pavement sono anche noti per non avere un chitarrista ritmico ed uno solista designati, in quanto Malkmus e Kannberg si scambiano spesso i ruoli. La band era nota anche per l'uso di un hype-man, figura solitamente presente nei gruppi hip hop. Bob Nastanovich ha ricoperto quel ruolo, anche se lui stesso detestava il termine. Durante le loro esibizioni dal vivo, Nastanovich è anche secondo batterista, oltre che cantante principale in brani che richiedevano urla, questo per evitare inutili tensioni alla voce di Malkmus.

## Formazione
- Stephen Malkmus - voce, chitarra
- Scott Kannberg - chitarra, voce
- Mark Ibold - basso
- Steve West - batteria
- Bob Nastanovich - percussioni
- Gary Young - batteria (1989-1993)

## Discografia

### Album in studio
- 1992 - Slanted and Enchanted
- 1994 - Crooked Rain, Crooked Rain
- 1995 - Wowee Zowee
- 1997 - Brighten the Corners
- 1999 - Terror Twilight
- 2025 - Pavements

### Album live
- 2008 - Live Europaturnén MCMXCVII
- 2009 - Live Europaturnén MCMXCVII (2)

### Raccolte e ristampe
- 1993 - Westing (by Musket and Sextant)
- 1994 - Stuff Up The Cracks
- 2002 - Slanted and Enchanted: Luxe & Reduxe
- 2004 - Crooked Rain, Crooked Rain: LA's Desert Origins
- 2006 - Wowee Zowee: Sordid Sentinels Edition
- 2008 - Brighten the Corners: Nicene Creedence Edition
- 2010 - Quarantine the Past: The Best of Pavement
- 2015 - The Secret History, Vol. 1
- 2022 - Terror Twilight: Farewell Horizontal

### EP
- 1989 - Slay Tracks (1933-1969)
- 1990 - Demolition Plot J-7
- 1991 - Perfect Sound Forever
- 1992 - Watery, Domestic
- 1995 - Rattled by la Rush EP
- 1995 - Pacific Trim
- 1997 - Shady Lane EP
- 1999 - Spit on a Stranger EP
- 1999 - Major Leagues

### Singoli
- 1991 - Summer Babe
- 1992 - Trigger Cut
- 1994 - Cut Your Hair
- 1994 - Haunt You Down
- 1994 - Gold Soundz
- 1995 - Range Life
- 1995 - Dancing with the Elders (split con Medusa Cyclone)
- 1995 - Rattled by la Rush
- 1995 - Father to a Sister of Thought
- 1997 - Stereo
- 1997 - Shady Lane
- 1999 - Spit on a Stranger
- 1999 - Carrot Rope

## Videografia
- 1999 - Slow Century (DVD)